# Єникендська ГЕС
Єникендська ГЕС — гідроелектростанція в Азербайджані. Знаходячись між Шамкірською ГЕС (вище по течії) та Мінгячевірською ГЕС, входить до складу каскаду на річці Кура (басейн Каспійського моря).
У межах проєкту річку перекрили земляною греблею висотою 27 метрів, довжиною 2900 метрів та шириною по гребеню 10 метрів. Вона утримує витягнуте на 14 км водосховище з площею поверхні 22,6 км2 і об'ємом 163,3 млн м3 (корисний об'єм 158,5 млн м3), в якому припустиме коливання рівня поверхні в операційному режимі між позначками 96,5 та 104 метрів НРМ (під час повені до 104,3 метра НРМ).
Пригреблевий машинний зал обладнали чотирма бульбовими турбінами потужністю по 37,5 МВт, які працюють при напорі менше ніж два десятки метрів (нормальний рівень води у нижньому б'єфі становить 87,3 метра НРМ) та забезпечують виробництво 400 млн кВт·год електроенергії на рік.